# Roman (Eure)
Roman település Franciaországban, Eure megyében. Lakosainak száma 276 fő (2018. január 1.). Roman Le Roncenay-Authenay, Condé-sur-Iton, Dame-Marie, Mesnils-sur-Iton, Gouville, Grandvilliers és Buis-sur-Damville községekkel határos.

## Népesség
A település népessége az elmúlt években az alábbi módon változott:
| Lakosok száma | 172  | 194  | 194  | 248  | 279  | 274  | 277  | 295  | 282  | 276  |
|               | 1968 | 1975 | 1982 | 1999 | 2006 | 2011 | 2013 | 2016 | 2017 | 2018 |